# Национални парк Ваза
Национални парк Ваза (фр. Parc National de Waza) је национални парк у Логон и Шари регији, у Крајњесеверном региону Камеруна. Основан је 1943. године као ловачки резерват, а обухвата површину од 1700 km². Статус националног парка добио је 1968. године и постао део УНЕСКО програма Човек и биосфера, 1979. године.
Због очувања парка и његовог биодиверзитета изграђен је план за управљање 1997. године, први ове врсте у Камеруну.
Шумари који су имали своја села у оквиру парка, пресељени су на границе националног парка, након што је он успостављен, ради очувања природне средине.
Вегетација се налази у зони између Сахела и суданских савана, укључује родове акација у шумама саване.
Од животиња у парку настањени су камерунски лав, афрички слон, хијене, хартбист, коњска антилопа, коб антилопа, мочварна антилопа, газела, западни афрички гепард и нигерска жирафа. Од птица у оквиру националног парка налазе се Anserini, Аdrea alba, чапље, северноафрички ној, афричка седларица и ибис.

## Географија и клима
Парк је стациониран у близини града Ваза на западу, на граници са Нигеријом, док је од Чада удаљен само 10 km. Најниже тачке парка налазе се на 300–320 m надморске висине, док су највише тачке до 500 m висине, близу села Ваза. Топографија парка је уопштено равна. У западном делу парка налазе се пешчане дине, које указују на то да је у прошлости на овом подручју била пустиња. Овај простор у историји био је прекривен језером Чад.
Класификација земљишта се састоји од копнених крајолика у висини од 88%, а парк има 7% земљишта грмља и 5% травњака.
Клима је углавном степска, јер просечне годишње количине падавина су око 700 mm. Кишни месеци су од јуна до октобра, а сушна сезона је од новембра до маја, а понекад може почети већ у октобру. Средња годишња температура је 28 °C. Најтоплији месец је децембар са средњом месечном минималном температуром од 16 °C и највишом 33 °C. У априлу, непосредно пре почетка кишне сезоне, средњи месечни минимум је 21 °C, а максимум је 41 °C.

## Флора и фауна
Популација сисара у парку је једна од највећих у централном делу западне Африке. Постоји 30 врста сисара у парку, укључујући црвеночелу газелу чија је популација у порасту. У оквиру парка налази се и афрички слон. Ово подручје настањују и лавови, међутим постоји их само између 14—21 примерака. Овај парк дом је највеће популације кардофанских жирафа на свету.
На простору парка налази се коб антилопа, којих је било више од 5000, деведесетих година у поређењу са осамдесетим годинама, када је врста на овом простору доживела драстичан пад. Парк настањују и унгулатни сисари као што су коњска антилопа и Phacochoerus. Остале врсте које настањују парк су нојеви, хартбист, топи антилопа, маслинасти павијан, патас, леопард, гепард, афрички мравојед и многе ноћне животиње.
Водоземци у парку укључују жабе Kassina wazae и Bufo wazae
У оквиру парка пописано је 379 врста птица укључујући мраморку, патку њорку, црног орла, чапљу говедарицу, ноја и многе друге. У парку постоји више од 20.000 птица водарица.